# Synagoge (Chodzież)
Koordinaten: 52° 59′ 26,5″ N, 16° 55′ 3,4″ O

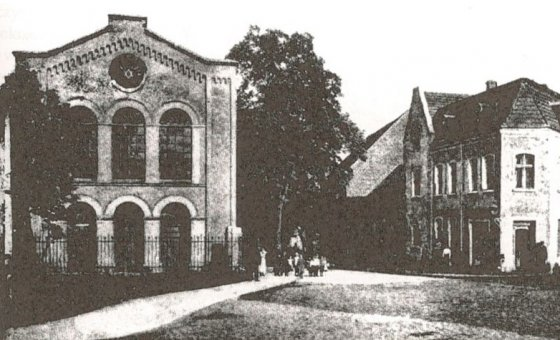
Synagoge in Chodzież (um 1910)

Die Synagoge in Chodzież, einer polnischen Kleinstadt in der Woiwodschaft Großpolen, wurde von 1835 bis 1837 errichtet. Die Synagoge hatte zwei Vorgängerbauten, die den Stadtbränden von 1713 und 1835 zum Opfer fielen.
Die Synagoge wurde 1941 von den deutschen Besatzern im Zweiten Weltkrieg zerstört; die im Arbeitslager in Chodzież inhaftierten Juden aus dem Ghetto Łódź wurden gezwungen, sie abzureißen.

## Gedenken
Am Standort der Synagoge wurde im November 2012 ein Gedenkstein mit einer zweisprachigen Inschrift aufgestellt: „An dieser Stelle stand bis 1941 die Synagoge der jüdischen Gemeinde. Ihre Mitglieder und ihr Gotteshaus wurden Opfer des Nationalsozialismus. Uns und künftigen Generationen zum Gedenken und zur Mahnung gewidmet.“